# Phlebotomus sichuanensis
Phlebotomus sichuanensis är en tvåvingeart som beskrevs av Charles William Leng och Yin 1983. Phlebotomus sichuanensis ingår i släktet Phlebotomus och familjen fjärilsmyggor. Inga underarter finns listade i Catalogue of Life.